# Luật Lao động Cộng hòa Nhân dân Trung Hoa
Luật Lao động Cộng hòa Nhân dân Trung Hoa (giản thể: 中华人民共和国劳动法; phồn thể: 中華人民共和國勞動法; bính âm: Zhōnghuá Rénmín Gònghéguó Láodòng Fǎ) là đạo luật lao động cơ bản của Trung Quốc, được thực thi từ năm 1995. Luật này được Ủy ban Thường vụ Đại hội Đại biểu Nhân dân Toàn quốc Trung Quốc ban hành vào ngày 5 tháng 7 năm 1994 và có hiệu lực từ ngày 1 tháng 1 năm 1995.
Luật này đôi khi bị nhầm lẫn với Luật Hợp đồng Lao động Cộng hòa Nhân dân Trung Hoa do tên gọi và phạm vi điều chỉnh tương đối giống nhau, cũng như do các bản tin trên truyền thông không chính xác. Vì Luật Hợp đồng Lao động được ban hành sau, có hiệu lực từ ngày 1 tháng 1 năm 2008, nên Luật Lao động đôi khi bị gọi nhầm là "luật lao động cũ", dù cách gọi này không chính xác vì cả hai luật hiện vẫn đang cùng có hiệu lực.

## Nội dung
Luật này gồm 107 điều, chia thành 13 chương. Tên của tất cả các chương được liệt kê dưới đây.
1. Những quy định chung
2. Thúc đẩy việc làm
3. Hợp đồng lao động và hợp đồng tập thể
4. Thời giờ làm việc, nghỉ ngơi và nghỉ phép
5. Tiền lương
6. An toàn lao động và vệ sinh
7. Bảo vệ đặc biệt đối với lao động nữ và lao động chưa thành niên
8. Đào tạo nghề
9. Bảo hiểm xã hội và phúc lợi
10. Tranh chấp lao động
11. Giám sát và kiểm tra
12. Trách nhiệm pháp lý
13. Các quy định bổ sung

Mục đích của Luật Lao động, được nêu tại Điều 1, Chương I, là "bảo vệ quyền và lợi ích hợp pháp của người lao động, điều chỉnh quan hệ lao động, thiết lập và bảo vệ hệ thống lao động phù hợp với nền kinh tế thị trường xã hội chủ nghĩa, và thúc đẩy phát triển kinh tế và tiến bộ xã hộ". Chương III của luật gồm 20 điều, quy định về hợp đồng lao động và hợp đồng tập thể. Để điều chỉnh sâu hơn các hành vi liên quan, Luật Hợp đồng Lao động với 98 điều đã được ban hành và chính thức có hiệu lực vào năm 2008.
Luật Lao động cũng đã được sửa đổi nhẹ vào năm 2009.

## Chỉ trích
Luật này bị chỉ trích rộng rãi vì những khiếm khuyết của nó. Đây là một trong những lý do dẫn đến việc ban hành Luật Hợp đồng Lao động, có hiệu lực từ ngày 1 tháng 1 năm 2008. Ví dụ, mặc dù hợp đồng tập thể đã được quy định trong pháp luật hơn 15 năm, nhưng việc thương lượng tập thể ở Trung Quốc vẫn không đạt hiệu quả. Thuật ngữ thương lượng tập thể (集体协商) lần đầu tiên xuất hiện trong luật vào năm 2007, thay vì dùng từ đàm phán tập thể (集体谈判), một khái niệm có tính chất ràng buộc mạnh mẽ và quyết đoán hơn.